# フィルムシティ

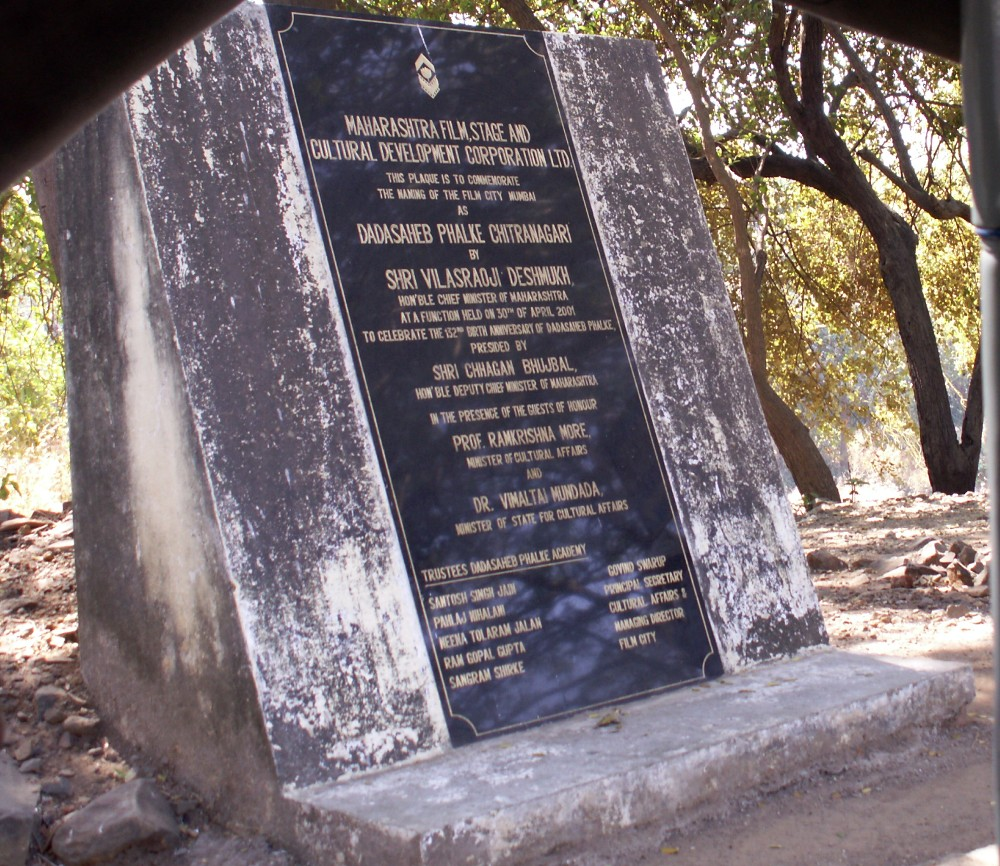
エントランス

フィルムシティ（Film City）は、インド・ムンバイのサンジャイ・ガンディー国立公園近郊に位置する映画スタジオ。ボリウッド映画の製作が行われており、複数のレコーディング・ルーム、庭園、湖、劇場、グラウンドを備えている。1977年にマハーラーシュトラ州政府によって設立され、映画産業振興のために撮影施設を提供した。フィルムシティの建設計画は映画製作者V・シャンタラムの主導で進められた。2001年に施設名は「インド映画の父」と呼ばれるダーダーサーヘブ・パールケーを記念して「ダーダーサーヘブ・パールケー・ナガル」と改称された。また、所在地から「ムンバイ・フィルムシティ」とも呼ばれている。

## 施設
ボリウッド映画の大半はフィルムシティで撮影されており、寺院、刑務所、裁判所、湖、山、噴水、村、庭園、人工の滝などが備わっている。1日当たり約800人の撮影スタッフが8つの撮影エリアで撮影に従事していると言われている。2014年からはマハーラーシュトラ州観光局の観光政策の一環として、ガイド付きのスタジオツアーが開始された。2017年8月には過去5回におよび豹が人に危害を加える事故が起きたため、8日間の施設閉鎖処置を受けている。